# Gare de L’Aigle
Gare de L'Aigle vasútállomás Franciaországban, L'Aigle településen.

## Vasútvonalak
Az állomást az alábbi vasútvonalak érintik:
- Saint-Cyr-Surdon-vasútvonal

## Kapcsolódó állomások
A vasútállomáshoz az alábbi állomások vannak a legközelebb:
- Gare de Sainte-Gauburge
- Gare de Verneuil-sur-Avre